# Erigdupus

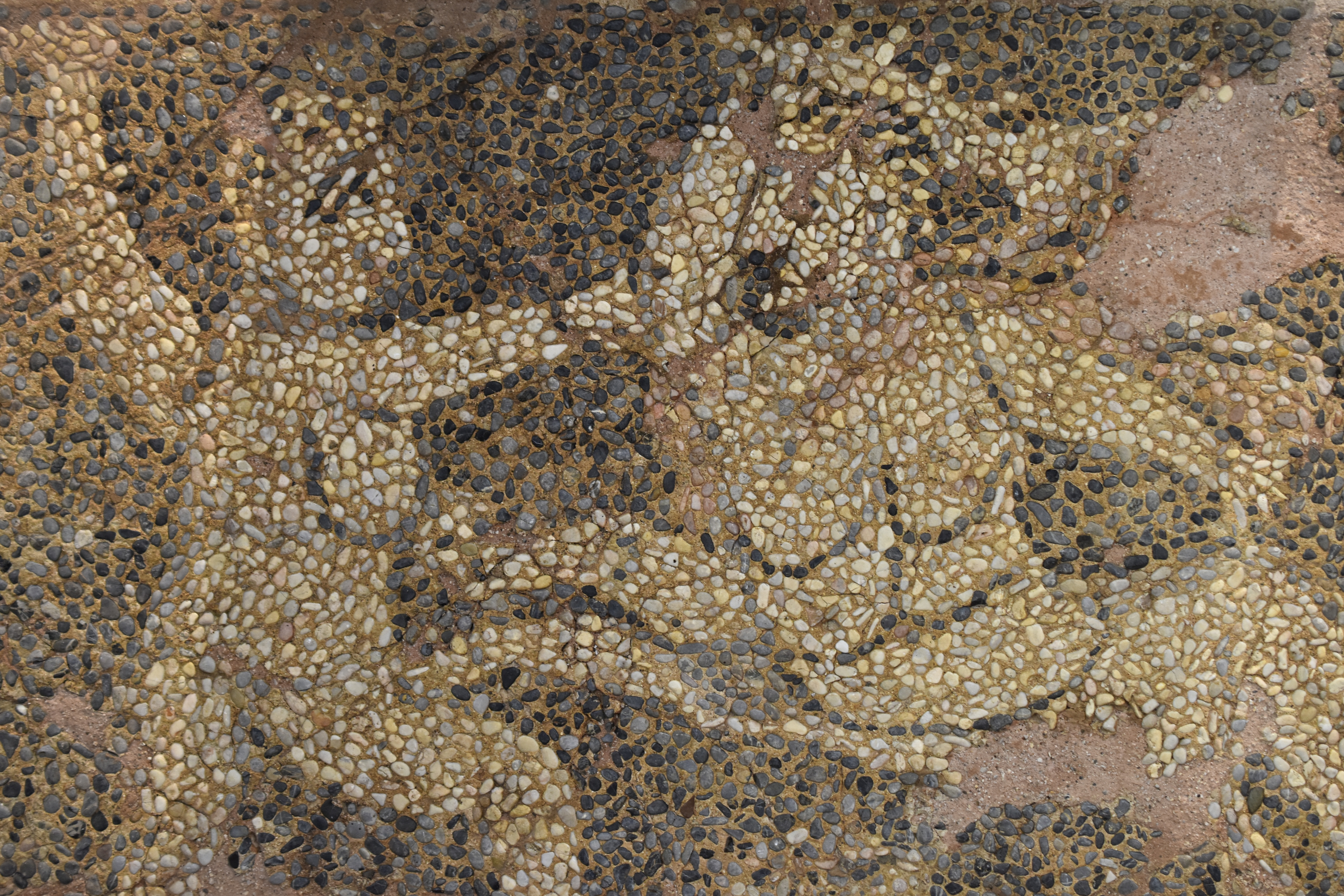
Mosaik, 2./3. Jh. v. Chr., Museum Chalkida: Lapith gegen Kentaur.

Erigdupus ist ein Kentaur der griechischen Mythologie. Er wird in der Kentauromachie auf der Hochzeit des Peirithoos vom Lapithen Makareus getötet. Einzige Quelle ist das zwölfte Buch der Metamorphosen des Ovid. Möglicherweise ist er identisch mit dem Kentauren Dupon (Δούπων), der aber in einer anderen Erzählung von Herakles getötet wird.

## Name
Das Hapaxlegomenon kommt vom griechischen Ἐρίγδουπος, Erígdupos, einer Nebenform von ἐρίδουποσ, erídupos, laut tönend, donnernd, zusammengesetzt aus δοῦπος, dúpos, Dröhnen, Lärm, verstärkt durch die Vorsilbe ἐρι-, eri-, darüber hinaus, überaus, sehr, lateinisch und deutsch mit abweichender Betonung Erigdū́pus, da das „ū“ in der vorletzten Silbe lang ist. Er ist also ein laut Tosender, und das passt zu den naturbezogenen Kentaurennamen, die „das lärmende und geräuschvolle Treiben der Kentauren ausdrücken, welche Vorstellung sich ... aus der ursprünglichen Anschauung tosender, brausender Bergströme erklärt.“

## Mythos
Nestor erzählt vor Troja seine Erlebnisse im Kampf gegen die Kentauren, darunter auch kleine Kampfszenen unbedeutender Kentauren:
Ovid, Metamorphosen 12, 452–453:

„Vecte Pelethronium Macareus in pectus adacto

stravit Erigdupum.“
Eigenübersetzung in Prosa:

„Der (Lapithe) Makareus trieb das Brecheisen (vectis), hinein in die pelethronische Brust (des Erigdupos) (und) streckte den Erigdupus nieder.“
Übersetzung Suchier im Versmaß:

„Vom pelethronischen Volk Erigdupos sank von dem Barren,
 den ihm Makareus rannt’ in die Brust.“
Erigdupos, der Donnernde, hat keine Chance, der furchteinflößende Name ist wirkungslos. Makareus macht kurzen Prozess, eine weitere Tötungsart mit ungewöhnlicher Waffe führt zum Untergang des sonst unbekannten Kentauren. Immerhin wird er so mit Herkunftsangabe und Tötungsvariante nicht nur namentlich aus der Herde herausgehoben.
Der erste Vers (452) ist kunstvoll gestaltet. Zum einen benutzt Ovid, der poeta doctus, für die Heimat der Kentauren als Metonymie das sonst unbekannte Pelethronion. Zum anderen hebt er die Aktion des Makareus und diesen selbst heraus, indem er ihn inmitten zweier Hyperbata das Eisen in die Brust treiben lässt:
[vecte [Pelethronium [Makareus] pectus] adacto].

## Quelle
- Ovid: Metamorphosen 12, 452–453, Übersetzung Suchier, Wikisource.